# 佐伯春海
佐伯 春海（さえき の はるみ）は、平安時代初期の貴族。名は春治とも記される。征東副将軍・佐伯葛城の曾孫で、佐伯村主の子とする系図がある。官位は従五位上・安芸権守。

## 経歴
淳和朝末の天長9年（832年）従五位下に叙爵。翌天長10年（833年）仁明天皇の即位に伴って従五位上に叙せられる。
承和8年（841年）には2月左京亮、4月刑部少輔、5月治部大輔と短期間に京官を転々としている。承和10年（843年）安芸権守に任ぜられ地方官に転じた。

## 官歴
『六国史』による。
- 時期不詳：正六位上
- 天長9年（832年） 正月7日：従五位下
- 天長10年（833年） 3月6日：従五位上
- 承和8年（841年） 2月6日：左京亮。4月5日：刑部少輔。5月13日：治部大輔
- 承和10年（843年） 正月12日：安芸権守

## 系譜
- 父：佐伯村主[1]
- 母：不詳
- 妻：不詳
  - 男子：佐伯良人[1]